# Sackboy: A Big Adventure
Sackboy: A Big Adventure ist ein Jump ’n’ Run aus dem Jahr 2020, das von Sumo Digital entwickelt und von Sony Interactive Entertainment veröffentlicht wurde. Es ist ein Ableger der LittleBigPlanet-Reihe und folgt Sackboy und bietet 3D-Platforming im Gegensatz zu 2,5D in den vorherigen Einträgen. Es wurde im November 2020 für PlayStation 4 und PlayStation 5 und im Oktober 2022 für Windows veröffentlicht.

## Spielprinzip
Im Gegensatz zu früheren LittleBigPlanet-Teilen mit 2½D-Platforming bietet es eine Reihe von Perspektiven und 3D-Bewegungen. Die Spieler steuern Sackboy auf Weltkarten, die Zugang zu einer Vielzahl von Platforming-Levels und Bonus-Inhalten bieten. Wenn Sackboy jede Stufe abschließt, werden neue Stufen freigeschaltet, die es ihm ermöglichen, weiter voranzukommen. Alle Levels enthalten sammelbare Objekte, sogenannte Dreamer Orbs, die gesammelt werden müssen, um zum Ende des Spiels zu gelangen.

## Rezeption
Sackboy: A Big Adventure erhielt überwiegend positive Kririken.